# ASV Neumarkt
Der ASV Neumarkt ist ein Sportverein in Neumarkt in der Oberpfalz mit Abteilungen für Fußball, Kegeln, Boxen, Judo, Kickboxen, Kraftsport/Fitness/Gewichtheben, Leichtathletik, Radsport, Ringen, Rollstuhlsport, Schwimmen, Taekwondo, Tanzsport, Tennis, Tischtennis, Turnen, Volleyball, Wintersport, Aikido, Reha-/Behinderten, Stockschützen. Früher besaß der ASV auch eine Abteilung Faustball.

## Fußball
Der erste Sportverein in Neumarkt in der Oberpfalz war der TV 1860 Neumarkt, welcher erstmals 1913 ein Fußballspiel bestritt. 1922 wurde der Fohlenhof am heutigen Faberpark zum Sportplatz ausgebaut. Erst 1929 wurde die Abteilung Fußball ins Leben gerufen. Aus Not der ersten DM-Zeit schlossen sich die damaligen vier Sportvereine Neumarkts (Germania, Ski- und Tennisclub, TV 1860 und der TSV) im Dezember 1950 zum Allgemeinen Sportverein 1860 Neumarkt e. V. zusammen und spielte fortan in der Bezirksliga, wo man jedoch schon 1951 in die A-Klasse abstieg. Erst im Mai 1953 gelang die Rückkehr in die Bezirksliga. 1971 erreichte der ASV erstmals die Bayernliga und läutete zudem das bis heute erfolgreichste Jahrzehnt ein, wodurch der Verein gezwungen war eine neue Sportstätte aufzubauen. 1974 konnte dann der Umzug in das ASV-Sportzentrum vollzogen werden. Bis 1982 konnte sich der ASV Neumarkt in der Bayernliga halten, ehe man den Gang in die Bezirksliga hinnehmen musste. Im Mai 2000 gelang dem Verein die Rückkehr in die Bayernliga, man konnte sich aber nicht halten und spielte ab dem Abstieg 2002 in der Landesliga Mitte. Nach der Spielklassenreform 2012 wurde der ASV Neumarkt in die Bayernliga Nord eingruppiert, aus der er 2013/14 wieder absteigen musste. Im Mai 2016 stieg der Verein wieder in die Bayernliga Nord auf und belegte dort den fünften Platz. In der Saison 2017/18 spielte die 1. Mannschaft nach der Umgliederung von der Nord-Gruppe in den Süden in der Bayernliga Süd, die sie mit dem achten Platz abschloss. Zur Folgesaison erfolgte wieder die Rückkehr in die Nordstaffel. Hintergrund ist, dass beide Staffeln möglichst die gleiche Anzahl an Vereinen aufweisen sollen und bei dem Abstieg von Vereinen aus der Regionalliga Bayern bzw. dem Aufstieg von Vereinen aus den fünf Landesligen geographisch zentral gelegene Vereine wie der ASV Neumarkt bisweilen zwischen der Nord- und der Südstaffel pendeln. 2019 stieg der ASV aus der Bayernliga Nord ab, 2021 gelang der Wiederaufstieg.

## Volleyball
In der Geschichte des Volleyballs stand der ASV zweimal (1988/89 und 2015/16) in der 2. Deutschen Volleyball-Bundesliga der Männer. Die Mannschaft wurde in der Saison 2015/16 vom langjährigen Cheftrainer Jürgen Dietrich und Co-Trainer Andreas Metzner trainiert und gecoacht. Medizinisch betreut wird das Team vom Physiotherapeuten Johannes Sußner.
Der Kader des ASV Neumarkt bestand in der Spielzeit 2015/16 aus dreizehn Spielern.
| Nr. | Name                     | Geburtsdatum       | Nation      | Größe  | Position             |
| --- | ------------------------ | ------------------ | ----------- | ------ | -------------------- |
| 1   | Maximilian Pflaum        | 29. Dezember 1987  | Deutschland | 1,95 m | Diagonal             |
| 2   | Peter Šompľák            | 26. Dezember 1988  | Slowakei    | 1,82 m | Zuspiel              |
| 4   | Gal Lubos                | 25. April 1982     | Slowakei    | 1,99 m | Mittelblock          |
| 5   | Daniel Fritz             | 14. März 1985      | Deutschland | 1,95 m | Mittelblock/Zuspiel  |
| 6   | Daniel Sebiger           | 12. Juni 1992      | Deutschland | 1,85 m | Außenangriff Annahme |
| 7   | Dennis Nelson            | 21. März 1990      | Jamaika     | 1,93 m | Diagonal             |
| 8   | Phillip Nimmerfroh       | 15. Mai 1986       | Deutschland | 1,98 m | Mittelblock          |
| 9   | Janik Donhauser          | 24. Juni 1996      | Deutschland | 1,88 m | Außenangriff Annahme |
| 10  | Raffael Batista da Silva | 30. November 1991  | Brasilien   | 1,95 m | Außenangriff Annahme |
| 11  | Andreas Mühlbauer        | 24. April 1995     | Deutschland | 1,85 m | Libero               |
| 12  | Manuel Künecke           | 28. September 1983 | Deutschland | 1,92 m | Außenangriff Annahme |
| 14  | David Fecko              | 2. Juni 1990       | Slowakei    | 1,97 m | Mittelblock          |
| 15  | Tobias Keimer            | 24. März 1996      | Deutschland | 1,77 m | Libero               |

## Bekannte Spieler
- Christian Dausel
- Andreas Nägelein (Jugendspieler)
- Hubert Schöll
- Roland Seitz
- Günther Weiß

## Bekannte Trainer
- Günter Güttler
- Reinhold Hintermaier